# Hybride trike
Een Hybride trike is een driewielig motorvoertuig waarbij de voorkant als een motorfiets schuin door de bocht gaat, terwijl de tweewielige achterkant, waarin ook motor en aandrijving zijn ondergebracht, vlak op de weg blijft. 
Voorbeelden: Honda Gyro-Up (begin jaren 80) en Ir. van den Brinks Tricone (1994).